# Rejon Rezina
Rejon Rezina – rejon administracyjny we wschodniej Mołdawii. Na jego terenie znajdują się m.in. monastery Sacharna i Tipova.

## Demografia
Liczba ludności w poszczególnych latach:
| 1959  | 1970  | 1979  | 1989  | 2004  | 2014  |
| ----- | ----- | ----- | ----- | ----- | ----- |
| 50586 | 56020 | 55027 | 54817 | 48105 | 51200 |